# Arabela (seriál)
Arabela je dětský československý televizní seriál z roku 1980. Ve třinácti dílech pojednává o rozdílech mezi skutečným a pohádkovým světem. První díl měl premiéru ve čtvrtek 25. prosince 1980.
V seriálu hrála řada známých českých hereček a herců – Vlastimil Brodský, Jana Brejchová, Stella Zázvorková, Vladimír Menšík, Jiří Sovák, František Filipovský, Iva Janžurová a mnoho dalších.

## Obsah
V seriálu se setkáváme s rozděleným světem, říší lidí a říší pohádek. Pan Majer, vyprávěč pohádek v televizi, žije s rodinou celkem spokojeně. Jednou při filmování najde zvoneček, zazvoní na něj a tím se osudy jeho rodiny spojí s říší pohádek. Zde vládne král Hyacint a také jeho dvě dcery Arabela a Xénie. Zatímco Arabela je hodná a prostá, Xénie je pyšná a panovačná. Čaroděj druhé kategorie, Rumburak, chce ovládnout říši pohádek. Zmocní se kouzelných věcí na opuštěném hradě a pomocí televize vstoupí do světa lidí, kde upravuje pohádky. To má zlé následky pro pana Majera. Arabela se seznámí s Petrem Majerem a zamiluje se do něj. Xénie se ale zmocní říše pohádek, kterou modernizuje do podoby říše lidí. Rumburak usiluje o Arabelu a je ochoten zničit i říši pohádek, jen aby dosáhl svého cíle. Na závěr chystá popravu Petra na svém hradě. Jako vždy, na poslední chvíli zasáhne Fantomas, který vězně osvobodí. Petr a Arabela se vezmou a král Hyacint předá novomanželům zvoneček, který však ukradne a zahrabe pes Pajda.

## Obsazení
| Alena Karešová         | hlas vypravěčky                                    |
| Jana Nagyová           | princezna Arabela (mluví Libuše Šafránková         |
| Vladimír Dlouhý        | Petr Majer                                         |
| Jiří Lábus             | čaroděj II. kategorie Rumburak                     |
| Vladimír Menšík        | pan Majer                                          |
| Stella Zázvorková      | paní Majerová                                      |
| Jana Brejchová         | královna                                           |
| Vlastimil Brodský      | král Hyacint II.                                   |
| Dagmar Patrasová       | princezna Xénie                                    |
| Ondřej Kepka           | Honzík Majer                                       |
| Veronika Týblová       | Mařenka Hermannová                                 |
| Jiří Sovák             | černokněžník Theophil Vigo                         |
| Jana Andresíková       | čarodějnice (mluví Jana Dítětová)*                 |
| Ladislav Županič       | pán Hermann, tatínek Mařenky                       |
| Jana Drbohlavová       | paní Hermannová, maminka Mařenky                   |
| František Filipovský   | čert Blekota                                       |
| Iva Janžurová          | slečna Miriam Milerová                             |
| Stanislav Hájek        | Pekota                                             |
| Jiří Krytinář          | Mekota                                             |
| Václav Lohniský        | zloděj Fousek (mluví Jiří Bruder)                  |
| Luděk Kopřiva          | ředitel školy Duda                                 |
| Antonín Jedlička       | učitel Adam                                        |
| Oldřich Vízner         | princ Vilibald                                     |
| František Peterka      | Fantomas                                           |
| Luba Skořepová         | ježibaba                                           |
| Josef Dvořák           | vodník                                             |
| Otto Šimánek           | Dlouhý                                             |
| Jan Kuželka            | Široký                                             |
| Vladimír Hrubý         | Bystrozraký                                        |
| Jiří Lír               | královský rádce                                    |
| Oldřich Velen          | královský rádce                                    |
| Karel Kalaš            | královský sluha                                    |
| Dana Vávrová           | červená Karkulka                                   |
| Jiří Kodet             | režisér Novák                                      |
| Jiří Hrzán             | televizní asistent František Gros                  |
| Consuela Morávková     | televizní hlasatelka                               |
| Petr Svojtka           | psychiatr Jiří                                     |
| Jiří Pleskot           | školní inspektor                                   |
| Jan Kraus              | spolužák Petra                                     |
| Ivana Andrlová         | spolužačka Petra                                   |
| Roman Hájek            | spolužák Petra                                     |
| Helena Růžičková       | vypravěčka pohádek Homolková                       |
| Alena Procházková      | kunsthistorička                                    |
| Čestmír Řanda          | docent Hrach                                       |
| Milan Neděla           | generál                                            |
| Milan Riehs            | generál                                            |
| Radim Vašinka          | generál                                            |
| Lenka Kořínková        | pokojská                                           |
| Simona Stašová         | pokojská                                           |
| Lenka Termerová        | pokojská                                           |
| Josef Šebek            | číšník (mluví Petr Pospíchal)                      |
| Věra Kalendová         | žena v kuchyni                                     |
| Ludmila Roubíková      | žena v kuchyni                                     |
| Václav Sloup           | technik v továrně                                  |
| Bohumil Koška          | zaměstnanec továrny                                |
| Jan Cmíral st.         | zaměstnanec továrny                                |
| Petr Skarke            | geodet u továrny                                   |
| Josef Větrovec         | primář na psychiatrii                              |
| Daniela Bakerová       | doktorka na psychiatrii                            |
| Vladimír Hrabánek      | zřízenec na psychiatrii                            |
| Hana Talpová           | dospělá Mařenka                                    |
| Jiřina Steimarová      | žena přihlížející střelbě Mařenky na Honzíka       |
| Vladimír Krška         | veterinář                                          |
| Oleg Reif              | pomocník režiséra                                  |
| Karel Bělohradský      | nabouraný taxikář                                  |
| Radka Dulíková         | servírka v hotelu                                  |
| Jaroslav Tomsa         | obsluha střelnice                                  |
| Ladislav Lahoda        | komparzista v natáčení kovbojky                    |
| Gustav Opočenský       | režisér kovbojky                                   |
| Jiří Samek             | zaměstnanec televize                               |
| Karel Meister ml.      | zaměstnanec televize                               |
| Karel Augusta          | myslivec                                           |
| Olga Matušková         | řidička před hotelem                               |
| Karel Engel            | ???                                                |
| Rudolf Vodrážka        | ???                                                |
| Jiří Datel Novotný     | hotelový portýr                                    |
| Petr Pospíchal (herec) | otec Marcelky (hotelový hosté)                     |
| Hana Heřmánková        | Marcelka (hotelový hosté)                          |
| Karel Polišenský       | rozčílený hotelový host na psy                     |
| Karel Hovorka st.      | ???                                                |
| Jan Vokurka            | spolužák Hromádka                                  |
| Martin Mikuláš         | spolužák Kozelka                                   |
| Jan Sedláček           | spolužák Honzíka a Mařenky na jejich straně        |
| Jiří Krampol           | novinář                                            |
| Jiří Bednář (herec)    | novinář                                            |
| Jitka Zelenohorská     | ???                                                |
| Miloslav Homola        | člověk přihlížející bouračce Rumburaka             |
| Petr Brukner           | člen televizní komise                              |
| Jiří Wimmer            | člen televizní komise                              |
| Vlastimil Zavřel       | hloupý Honza                                       |
| Milada Ježková         | přadlena                                           |
| Marek Mikuláš          | Jeníček z perníkové chaloupky                      |
| Slávka Hamouzová       | ???                                                |
| Ladislav Šimek         | ???                                                |
| Jiří Růžička (herec)   | pohádková bytost v davu před zámkem                |
| Václav Kotva           | postava co zdobila odpadky v lese s hloupým Honzou |
| Petr Drozda            | ???                                                |
| Otto Budín             | ???                                                |
| Zdeněk Hess            | ???                                                |
| Vít Olmer              | dr. Frankenstein                                   |
| Eugen Jegorov          | ???                                                |
| Ivo Niederle           | ???                                                |
| Václav Mareš           | ???                                                |
| Vítězslav Jandák       | ???                                                |
| Michal Pešek           | ???                                                |
| Bronislav Poloczek     | ???                                                |
| Jaroslav Mareš (herec) | ???                                                |
| Jan Přeučil            | ???                                                |
| Oldřich Musil (herec)  | ???                                                |
| František Hanus        | ???                                                |
| Milan Riehs            | převtělená čarodějnice do generála                 |
| Mirko Musil            | ???                                                |
| Pavel Havránek (herec) | ???                                                |
| Josef Šebek            | číšník v hotelové restauraci                       |
| Svatopluk Skládal      | překupník co navždy roztavil dva kouzelné prsteny  |
| Svatopluk Beneš        | ředitel hotelu                                     |
| Zdeněk Kutil           | ???                                                |
| Vlastimil Bedrna       | školník                                            |
| Jaroslav Drbohlav      | postava z rodičovského sdružení                    |
| Gabriela Osvaldová     | postava z rodičovského sdružení                    |
| Luděk Nešleha          | cestující ve vlaku, který vyhodil létající kufr    |
| Míla Myslíková         | bába z Hrnečku vař                                 |

- Kvůli vážným zraněním při dopravní nehodě se nemohla Jana Andresíková účastnit dokončovacích prací a tím pádem ani postsynchronu (ozvučování filmu). Proto roli čarodějnice nadabovala Jana Dítětová. Těsně po skončení natáčení, náhle zemřel herec Václav Lohniský, proto ho nadaboval Jiří Bruder.

## Tvůrci
| Václav Vorlíček  | námět, scénář a režie |
| Miloš Macourek   | námět a scénář        |
| Emil Sirotek     | kamera                |
| Věra Pištěková   | pomocný režisér       |
| Zdena Lukášová   | pomocný režisér       |
| Miroslav Hájek   | střih                 |
| Luboš Fišer      | hudba                 |
| František Fabián | zvuk                  |
| Jiří Bednář      | dramaturgie           |
| Jiří Rulík       | výprava               |
| Jiří Hurych      | masky                 |
| Theodor Pištěk   | kostýmy               |
| Vladimír Novotný | triky                 |
| Adolf Hejzlar    | triky                 |
| Milan Nejedlý    | dekorace              |

## Seznam dílů
1. Jak pan Majer našel zvoneček
2. Rumburakova pomsta
3. Petr a princezna
4. Jezevčík Karel Majer
5. Arabela na útěku
6. Petrovo zmizení
7. Pohádky jdou do sběru
8. Jeníček a Mařenka
9. Civilizace si žádá své
10. Rumburakova velká šance
11. Příliš mnoho generálů
12. Hrdlička zasahuje
13. Zvonečkem to začalo, zvonečkem to končí

## Pokračování
Další osudy čaroděje Rumburaka ve světě lidí byly tématem celovečerního filmu Rumburak z roku 1984, jiné postavy z původního seriálu v tomto filmu nevystupují.
V roce 1993 bylo natočeno šestadvacetidílné pokračování seriálu pod názvem Arabela se vrací aneb Rumburak králem Říše pohádek s již dospělými Honzíkem a Mařenkou, kteří mají zachránit svět pohádek.